# LocHal
De LocHal  (kort voor Locomotiefhal) is een voormalige werkplaats in de Spoorzone van de Nederlandse stad Tilburg, die van 2017 tot 2019 is omgebouwd tot centrum voor kunst, cultuur en ontmoeting, met als grootste gebruiker de hoofdvestiging van De Bibliotheek Midden-Brabant. De verbouwing, die ruim dertig miljoen euro heeft gekost, leverde architectuurprijzen op, waaronder de verkiezing tot World Building of the Year.

## Geschiedenis

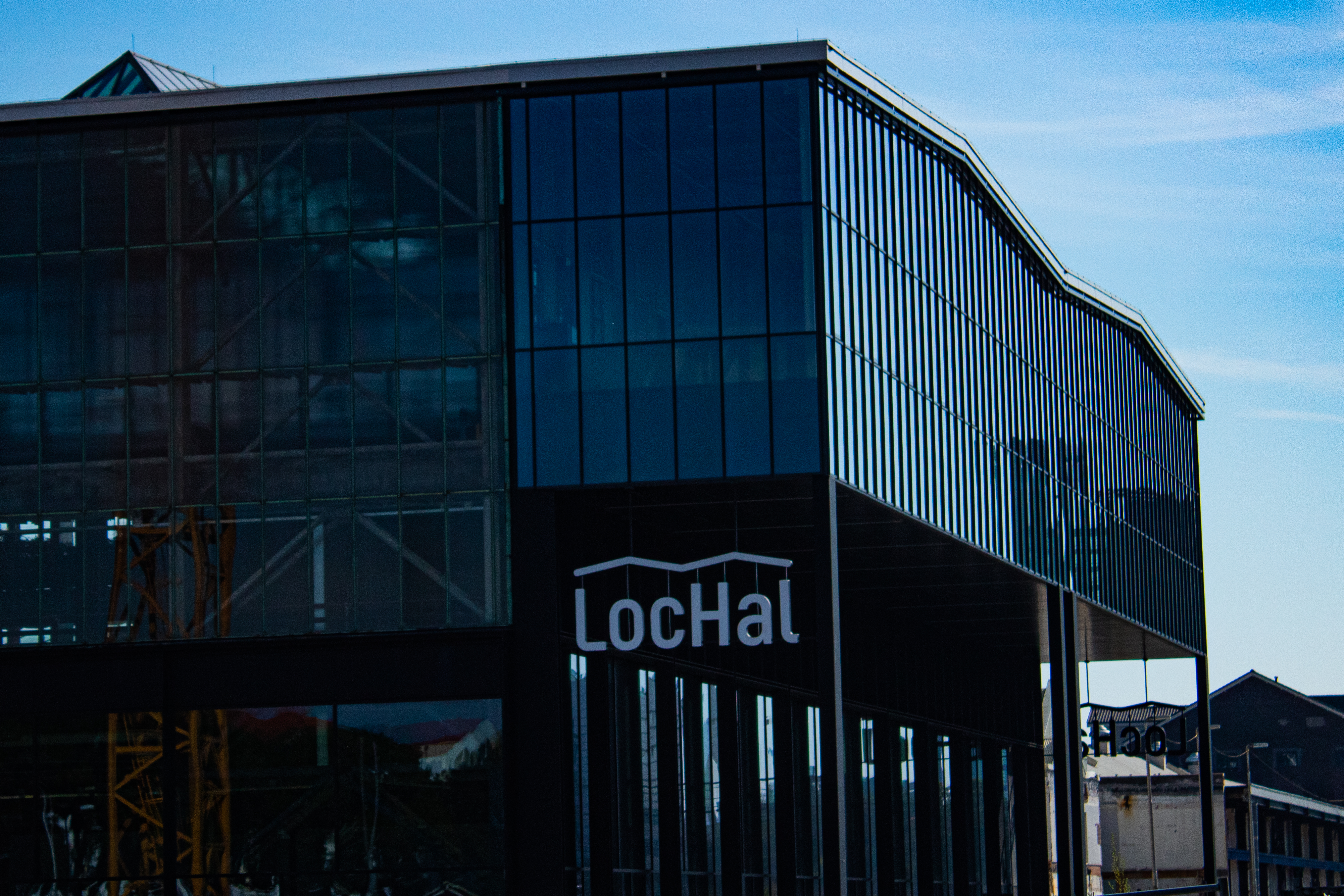
De LocHal in de zomer van 2019

De LocHal is in 1932 gebouwd voor onderhoud en reparatie van spoorlocomotieven van de Nederlandse Spoorwegen. De grote, open ruimte was in drie functionele eenheden verdeeld: het rolwagenspoor, de stelplaats en de ketelreparatiewerkplaats. Voor de Tweede Wereldoorlog ging het voornamelijk om zware stoomlocomotieven; na de Tweede Wereldoorlog werden hier diesel- en elektrische locomotieven onderhouden.

## Beschrijving
De LocHal, een beeldbepalend onderdeel van de Hoofdwerkplaats Tilburg, is gebouwd in staal en glas. Het gebouw is 90 meter lang, 60 meter breed en 18 meter hoog. In 2015 heeft de gemeente Tilburg een aantal panden in het Spoorzonegebied aangewezen als gemeentelijk monument, waaronder de LocHal.

## Hergebruik
Van 2017 tot 2019 is de LocHal verbouwd tot een kunst- en cultuurcentrum. Bij de aankleding van het interieur is gebruik gemaakt van zes grote, verplaatsbare textiele 'wanden', die in opdracht van de gemeente Tilburg zijn vervaardigd in het TextielLab.
Het aanvankelijke verbouwingsplan, waarbij de oorspronkelijke structuur van het gebouw grotendeels verborgen zou worden volgens het doos in een doos-principe, is vervangen door een aanpak waarbij veel oorspronkelijke elementen, zoals kolommen, draagbalken, blusinstallaties en persluchtleidingen zichtbaar zijn gebleven, inclusief slijtsporen en afgebladderde verf. In de vloer zijn nog rails ingebed waarover de locomotieven binnenreden. De grote glazen wanden en de daklichten, die licht binnenlieten voor het werk aan het materieel, zijn eveneens behouden gebleven.

## Huidig gebruik
Behalve De Bibliotheek Midden-Brabant huisvest de LocHal ook de vergader en event locatie Seats2meet, de kunstorganisatie Kunstloc Brabant en hét investeringsfonds voor cultuur en creatieve industrie van Brabant, Brabant C.

## Glazen zaal
In de LocHal is de glazen zaal geplaatst, een ontwerp van architect Pieter Zaanen. Tot 2012 stond de glazen zaal  in de Beurs van Berlage en was het de oefenruimte van het Nederlands Philharmonisch Orkest. Doordat het orkest er geen gebruik meer van maakte werd er een prijsvraag uitgeschreven: degene met de origineelste toepassing voor de zaal, mocht het voor het symbolische bedrag van één euro overnemen. De zaal wordt geëxploiteerd door Seats2meet Tilburg, en is met name te huren voor (zakelijke) evenementen en congressen.

## Prijzen
De LocHal ontving in 2019,  het eerste jaar na de opening, een aantal prestigieuze prijzen:
1. De LocHal kreeg op 17 mei 2019 twee prijzen uitgereikt voor het BNA Beste Gebouw van het Jaar van de Branchevereniging Nederlandse Architectenbureaus (BNA). Het won de categorie Leefbaarheid & Sociale Cohesie en ontving tevens De Volkskrant Publieksprijs.
2. Tijdens het World Architecture Festival, dat in december 2019 in Amsterdam werd gehouden, is het gebouw uit duizend inzendingen gekozen tot World Building of the Year,[2] een van de drie meest prestigieuze architectuurprijzen ter wereld. De jury, met architecten en ontwerpers, benadrukt de sociale rol van het gebouw. "Dit is met al zijn functies echt een huiskamer geworden, waar je graag komt voor een kopje koffie, om de krant te lezen en om naar elkaar te kijken", aldus Marcelle Hendrickx, wethouder van cultuur en inwonersparticipatie.[3]
3. Winnaar Completed Building Culture 2019, World Architecture Festival WAF[2]
4. De LocHal is een van de drie winnaars van de Gulden Feniks.[4] Het juryrapport: 
  - De transformatie getuigt van vakmanschap en ingenieurskunst. De stad wordt in de LocHal voortgezet en de dynamiek is er voelbaar. Het is verrassend hoe snel vele mensen uit alle doelgroepen zich het gebouw zo snel eigen hebben gemaakt. Het project is op de gemeentelijke monumentenlijst geplaatst. De LocHal is in haar korte bestaan nu al een internationaal voorbeeld voor nieuwe stedelijke, publieke programma’s, waarbij samenkomst, leren, werken, cultuur en verblijven samensmelten tot nieuwe stedelijke plekken.[5]
5. Winnaar Dutch Design Award  in de categorie Habitat.
6. Winnaar Dezeen Award voor Architectuur in de categorie ‘rebirth projects’[6]
7. Finalist Azure Award, Adaptive Re-Use
8. Finalist Architizer A+ Awards, Architecture + Renovation
9. Nominatie Publiek gebouw van het Jaar, Architectenweb award  Verder was De Bibliotheek LocHal een van de vier genomineerden voor de ‘best library of the world award’ van de International Federation of Library Associations (IFLA) en is de LocHal opgenomen in het  Nederlands Architectuur Jaarboek.